# Karol Skibiński
Karol Skibiński (ur. w 1849 w Kamieńcu Podolskim, zm. 14 maja 1922 we Lwowie) – polski inżynier budowy kolei. Syn Kazimierza Skibińskiego aktora, śpiewaka i dyrektora teatrów w Wilnie, Mińsku i Krakowie. 

## Życiorys
W okresie 1860–1866 uczył się w szkole realnej we Lwowie, kolejne dwa lata studiował na Politechnice Lwowskiej i do 1871 w Szkole Politechnicznej w Wiedniu. Po studiach, do 1879 pracował zawodowo przy projektowaniu i budowie linii kolejowych w monarchii austro-węgierskiej. Od 1879 na kolejnych stanowiskach na Politechnice Lwowskiej: najpierw jako asystent katedry geometrii wykreślnej, od 1880 – po habilitacji (praca pt. Teoria belki ciągłej o pięciu przęsłach) – jako docent prywatny statyki, od 1883 jako zastępca profesora geometrii wykreślnej, od 1888 jako profesor zwyczajny nauk inżynieryjnych, budowy dróg, kolei żelaznych i tuneli. W latach 1880–1909 był wielokrotnie dziekanem Wydziału Inżynieryjnego, a w roku 1891/1892 rektorem Politechniki Lwowskiej. W 1904 roku za współudział w międzynarodowym konkursie na żurawie kanałowe do podnoszenia statków odznaczony Orderem Korony Żelaznej III klasy.
W 1913 obchodził 35-lecie pracy pedagogicznej.
Należał do Polskiego Towarzystwa Politechnicznego we Lwowie i otrzymał tytuł jego członka honorowego. W 1882 był redaktorem odpowiedzialnym „Dźwigni” – organu Towarzystwa Politechnicznego we Lwowie. W 1919 przeszedł w stan spoczynku, mianowany profesorem honorowym, a w 1921 doktorem honoris causa. Był autorem kilku podręczników.

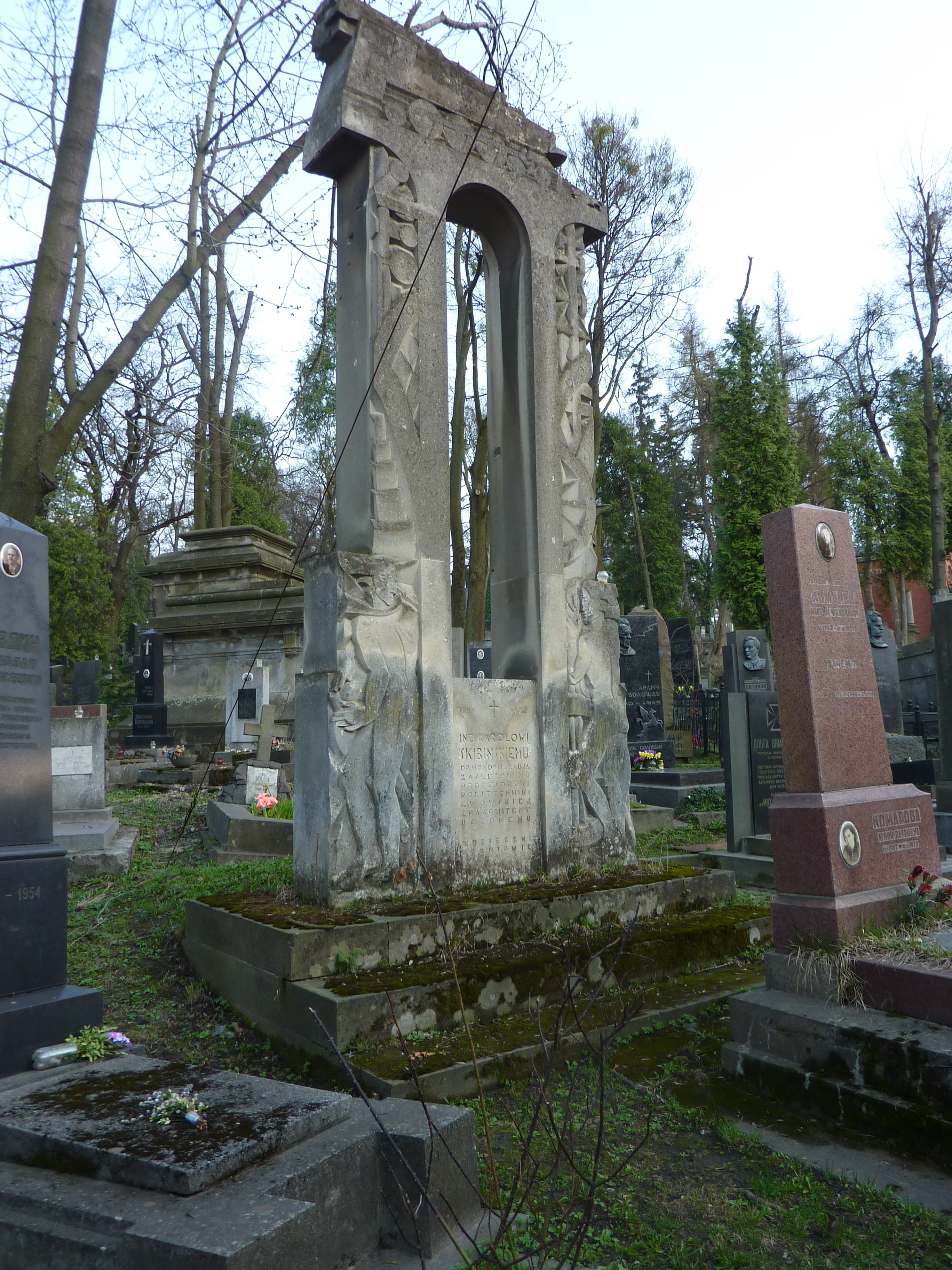
Grób Karola Skibińskiego na Cmentarzu Łyczakowskim

Został pochowany na Cmentarzu Łyczakowskim we Lwowie.

## Ordery i odznaczenia
- Krzyż Komandorski Orderu Odrodzenia Polski (pośmiertnie, 11 listopada 1936)[4]
- Order Korony Żelaznej III klasy (Austro-Węgry, 1904)[1]